# Тодоров Петро Прокопович
Петро Прокопович Тодоров (24 жовтня 1946, село Троїцьке, тепер Попаснянського району Луганської області) — український діяч, голова правління ВАТ «Харківський тракторний завод імені Серго Орджонікідзе». Член Центральної контрольної комісії КПРС, член Президії і Бюро Президії ЦКК КПРС у липні 1990 — серпні 1991 р. Дійсний член Академії інженерних наук України.

## Біографія
У 1964—1970 роках — студент факультету транспортного машинобудування Харківського політехнічного інституту.
У 1970 році закінчив Харківський політехнічний інститут, за спеціальністю — інженер-механік.
Прийшов працювати на ХТЗ .
Член КПРС з 1975 року.
У квітні 1970 — 1977 року — інженер-конструктор відділу головного конструктора, в 1977 — липні 1978 року — начальник дільниці складального цеху Харківського тракторного заводу імені Серго Орджонікідзе.
У липні 1978 — лютому 1980 року — інструктор промислово-транспортного відділу Орджонікідзевського районного комітету КПУ міста Харкова. У лютому — вересні 1980 року — інструктор промислово-транспортного відділу Харківського міського комітету КПУ.
У вересні — жовтні 1980 року — заступник головного конструктора Харківського тракторного заводу імені Серго Орджонікідзе. У жовтні 1980 — 1987 року — заступник секретаря партійного комітету КПУ Харківського тракторного заводу імені Серго Орджонікідзе. У 1987 — червні 1991 року — секретар партійного комітету КПУ Харківського тракторного заводу імені Серго Орджонікідзе. З 1988 року навчався у Київській вищій партійній школі. 10 жовтня 1990 — серпень 1991 року — член Бюро Президії Центральної контрольної комісії КПРС.
У червні 1991 — листопаді 1996 року — заступник генерального директора з економічної реформи виробничого об'єднання «Харківський тракторний завод імені Серго Орджонікідзе».
У листопаді 1996 —  травні 2005 року — голова правління Відкритого акціонерного товариства (ВАТ) «Харківський тракторний завод імені Серго Орджонікідзе». Президент Асоціації підприємств з виробництва тракторів, двигунів та запасних частин «Укртрактор». Голова правління Української спілки виробників та постачальників сільськогосподарської техніки, член правління міжнародного холдингу «Автосільгосмаш-холдинг» у Москві.
Обирався депутатом Харківської міської ради. Член Соціалістичної партії України (СПУ). Обирався секретарем Харківського обласного комітету СПУ.

## Нагороди
- Заслужений працівник промисловості України (.09.1999)
- Почесна грамота Кабінету міністрів України (.06.1999)

## Рекомендована література
Выпуск 1970 г. Тодоров Петр Прокопович // Факультет транспортного машиностроения / Национальный технический университет «Харьковский политехнический институт». - URL: https://web.kpi.kharkov.ua/tm/ru/vydayushhiesya-vypuskniki-fakulteta/